# Campazas
Campazas es un municipio y villa española de la provincia de León, en la comunidad autónoma de Castilla y León. Cuenta con una población de 107 habitantes (INE 2024).
Se encuentra entre Valencia de Don Juan y Valderas. El clima es templado con moderadas temperaturas en los meses de invierno y calurosas en verano. El monumento más representativo de la localidad es la iglesia de Nuestra Señora la Blanca. La economía está basada en el cultivo destacando el trigo y la cebada y en el ganado ovino, porcino y vacuno.

## Geografía

### Localización
| Noroeste: Villaornate y Castro | Norte: Villaornate y Castro y Fuentes de Carbajal | Noreste: Fuentes de Carbajal        |
| Oeste: Villaornate y Castro    |                                                   | Este: Valderas, Fuentes de Carbajal |
| Suroeste Villaquejida          | Sur: Valderas                                     | Sureste: Valderas                   |

## Demografía
Cuenta con una población de 107 habitantes (INE 2024).
| Gráfica de evolución demográfica de Campazas entre 1857 y 2021 |
| |
| Población de derecho según los censos de población del INE Población de hecho según los censos de población del INE Entre el censo de 1857 y el anterior aparece este municipio porque se segrega de Gordoncillo |

## Cultura

### Patrimonio

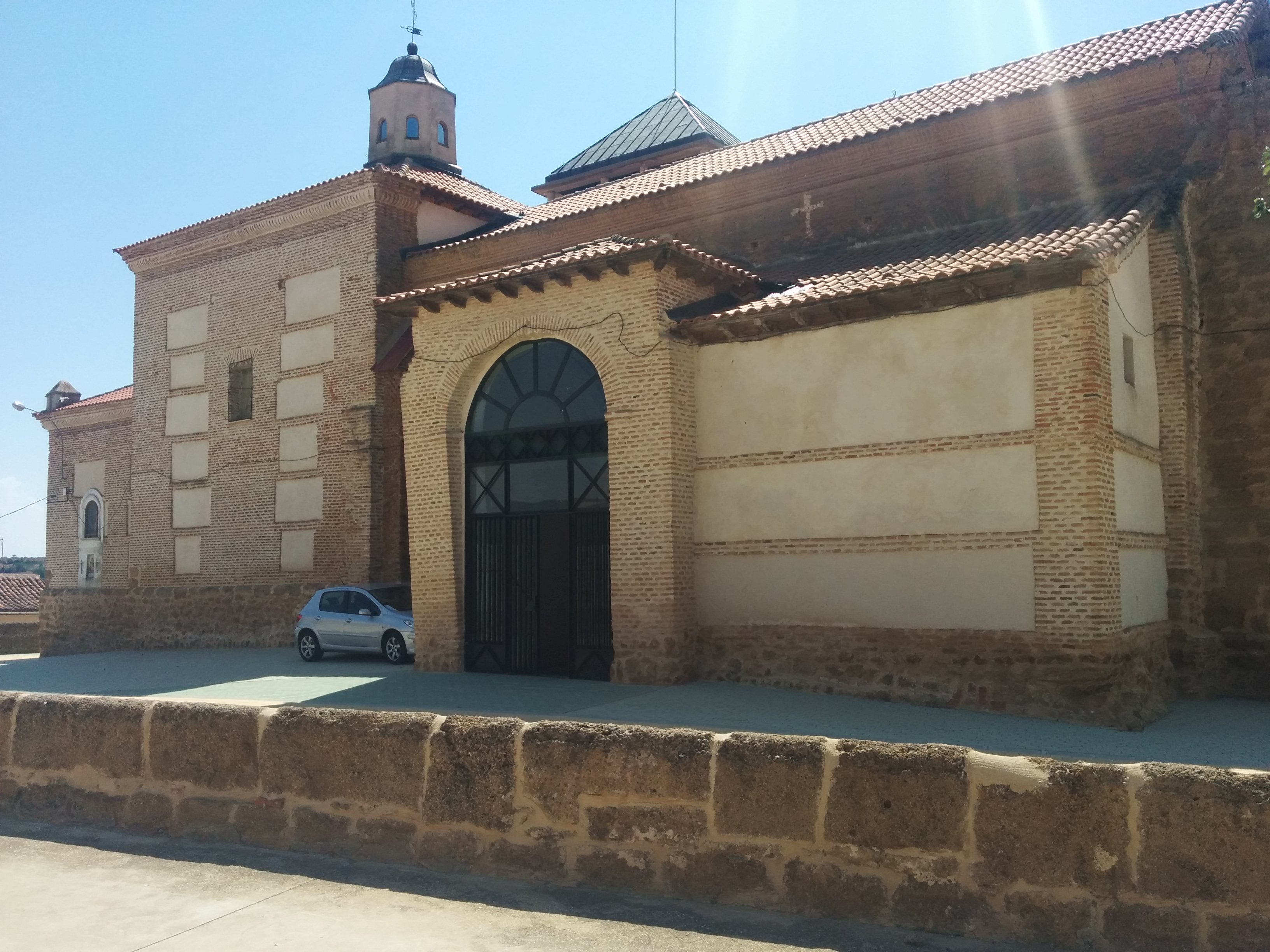
Iglesia de Nuestra Señora la Blanca

Algunos monumentos de interés son: la iglesia principal, la ermita, la antigua estación y la fragua.

### Fiestas
Las fiestas locales son la Virgen de la Candelaria (2 de febrero) y San Antonio de Padua (13 de junio). En agosto se celebra la fiesta de la asociación de jubilados y pensionistas cuya presidenta es Guadalupe Barrientos Domínguez. Esta fiesta consta de una excursión a cualquier parte de Castilla y León distintas actividades en el pueblo de Campazas incluyendo bailes, juegos y banquetes.
En 2005 se volvió a formar la Cofradía del Cristo de la Vera Cruz, desaparecida en años anteriores por la falta de voluntarios. A partir de 2005 todos los años se celebran procesiones por la mañana y durante la tarde.